# Kerk van Onze-Lieve-Vrouw van Candelária

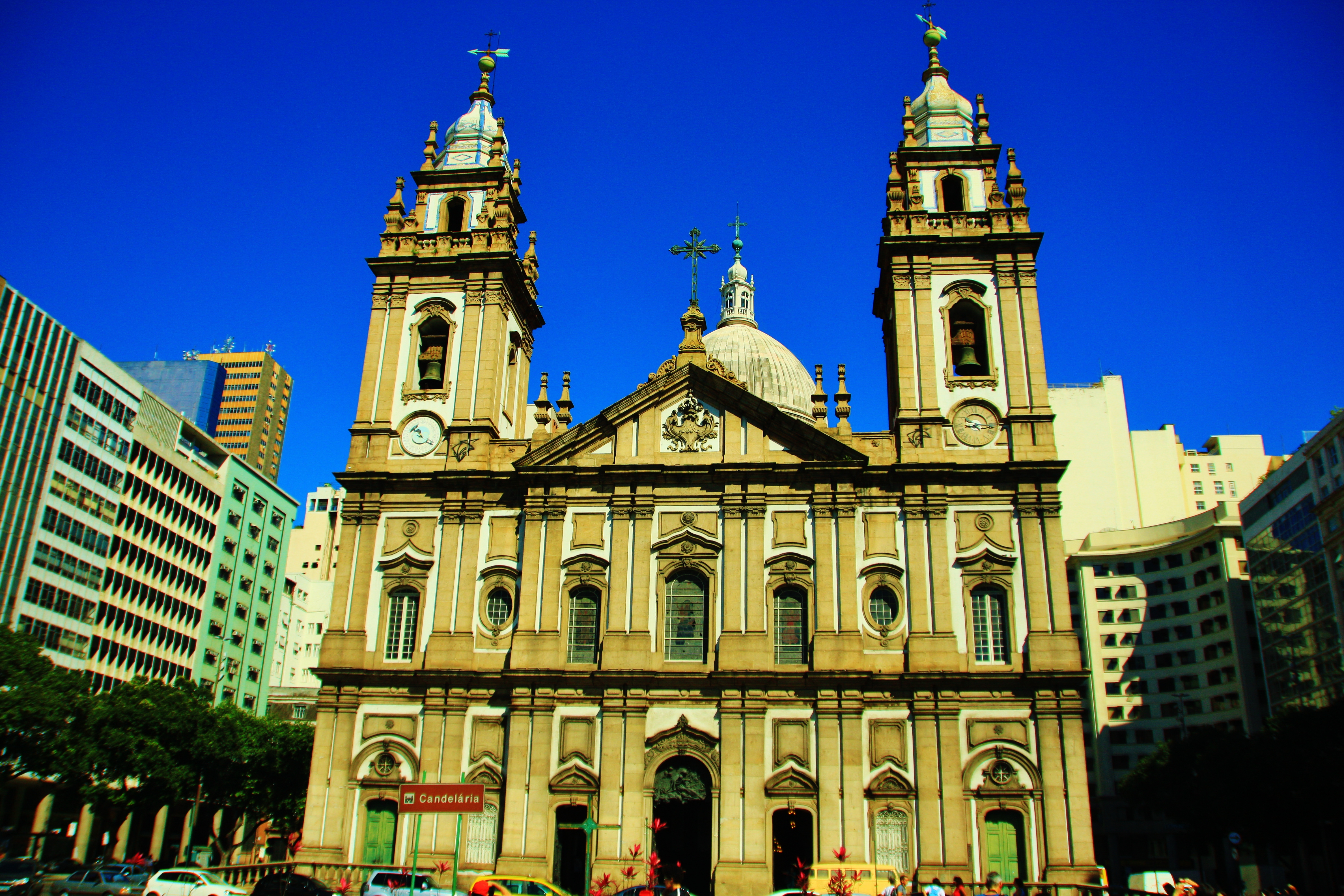
De voorgevel van de Candeláriakerk

De kerk van Onze-Lieve-Vrouw van Candelária, kortweg Candelária genoemd, is een zeventiende-eeuwse barokke kerk in de Braziliaanse stad Rio de Janeiro. De voorgevel van de kerk wordt geflankeerd door twee vierkante klokkentorens met sierkoepels. Het interieur bestaat uit een sacristie en een verguld hoofdaltaar en omvat onder meer een beeld van de Onze-Lieve-Vrouw van Candelária, koperwerk en koepelschilderingen met figuren uit het Oude Testament van João Zeferino da Costa.

## Geschiedenis
Candelária werd in de eerste helft van de zeventiende eeuw als kapel ter ere van Onze-Lieve-Vrouw van Candelária gebouwd en raakte nadien in verval. Ruim één eeuw later werd het van juni 1775 tot juli 1898 als kerkgebouw in neoclassicisme en barok-stijl herbouwd op de plaats van de ruïnes van het kapel. In het laatste jaar van de herbouw werd de laatste van de ruim vierduizend gekleurde marmeren stenen op haar ovale koepelbekroning geplaatst. Tijdens de officiële opening van de kerk op 10 juni 1898 vond er de eerste mis plaats. Drie jaar later werden de drie uit Europa overgebracht gebeeldhouwde portalen toegevoegd. In 1928 werd de kerk van Onze-Lieve-Vrouw van Candelária gedeeltelijk gerestaureerd. Vijfendertig jaar later trad de Russische componist Igor Strawinsky in de kathedraal op.

## Galerij

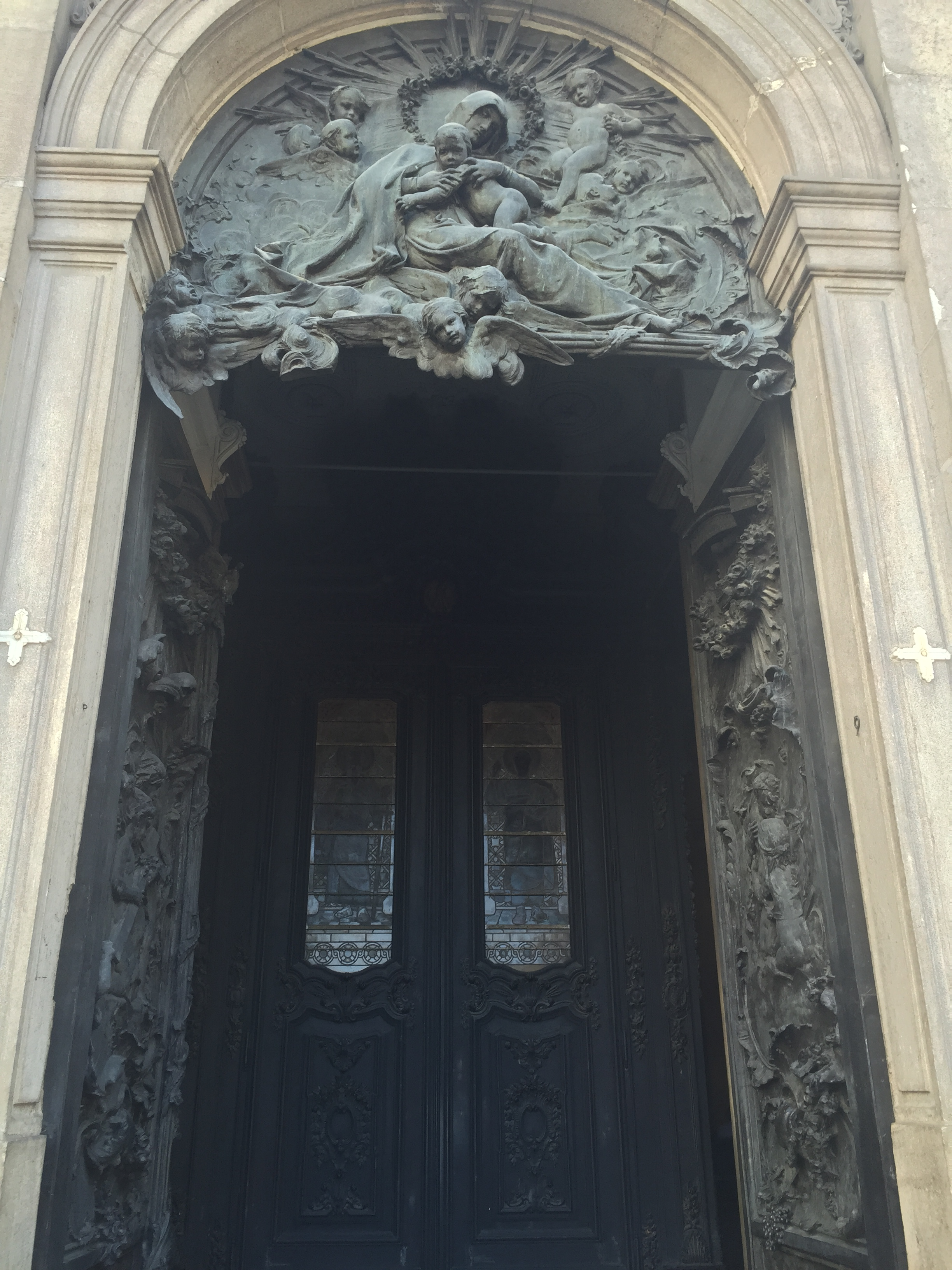
De voordeur van het kerkgebouw.
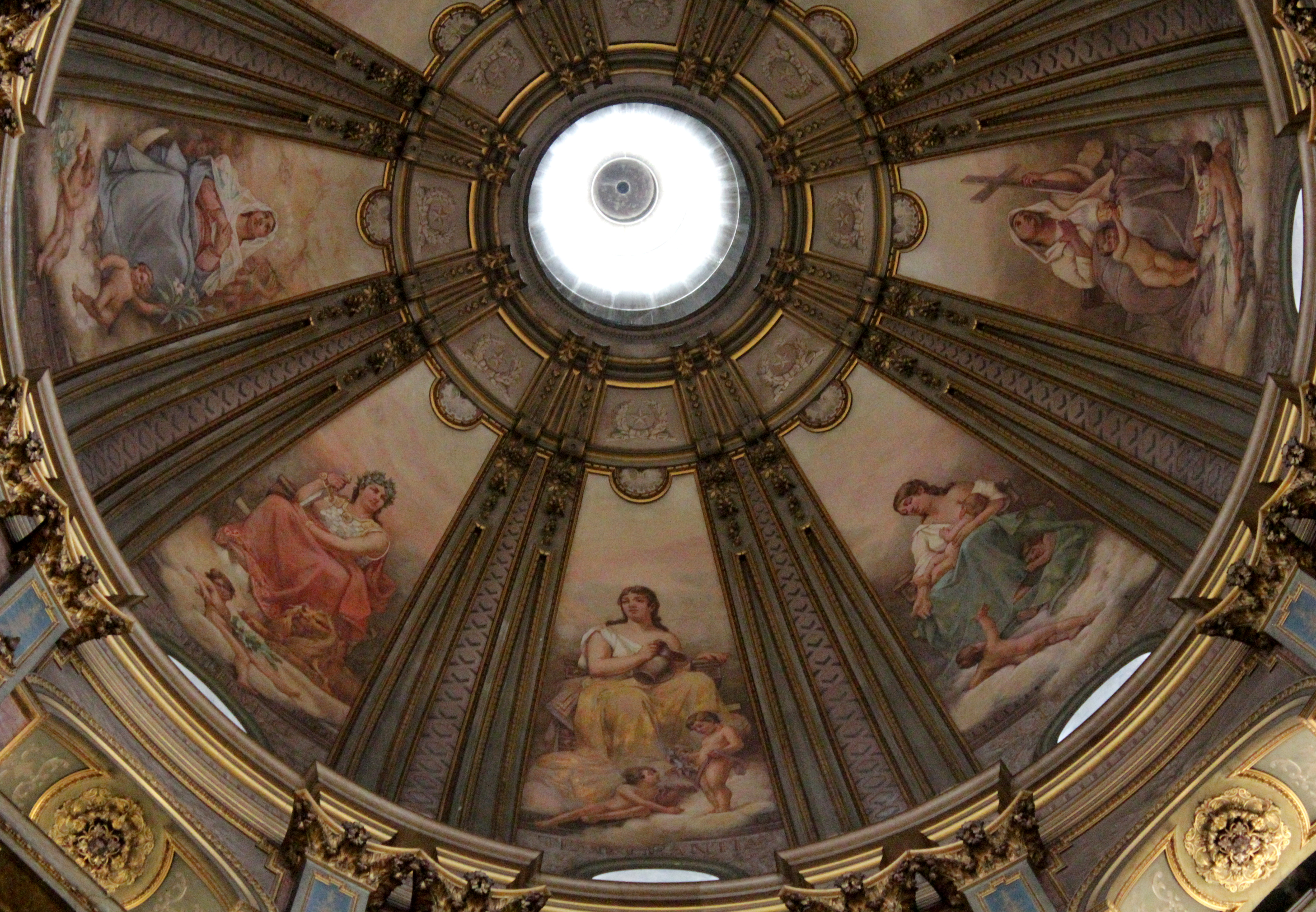
De binnenkant van de koepel.
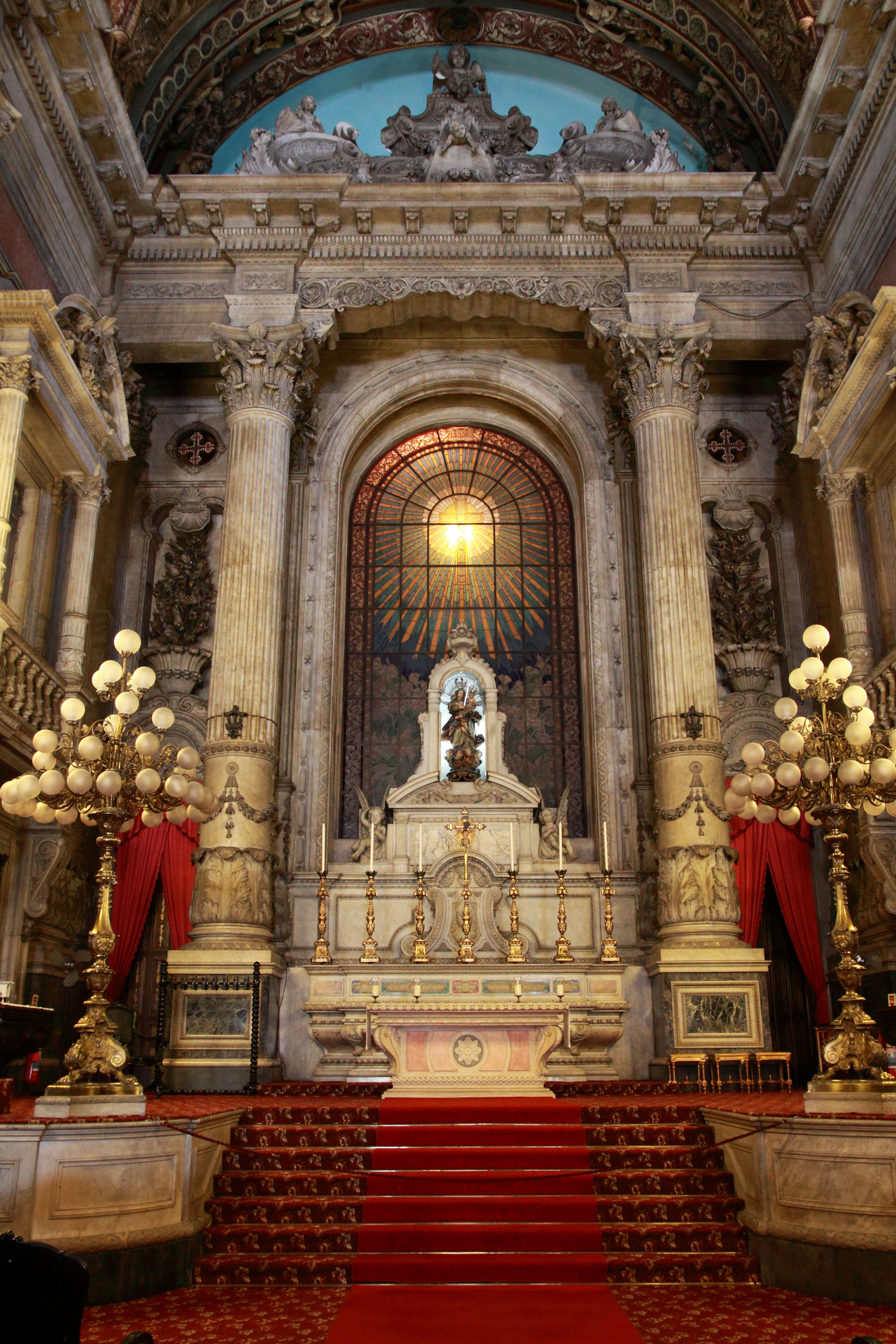
Het hoofdaltaar van de kerk.